# マレスィア・エ・マヅェ県
マレスィア・エ・マヅェ県（マレスィア・エ・マヅェけん、アルバニア語: Rrethi i Malësisë së Madhe、英語: Malesi e Madhe District）は、アルバニアのシュコドラ州に属する県。
2010年1月1日現在の人口は36,091人で、面積は897km2である。
県都はコプリク。アルバニア最北端の内陸部に位置し、モンテネグロとの国境を北側に持つ。南側はシュコドラ県と隣接する。
1991年にシュコドラ県から分割された。

## 下部行政区画

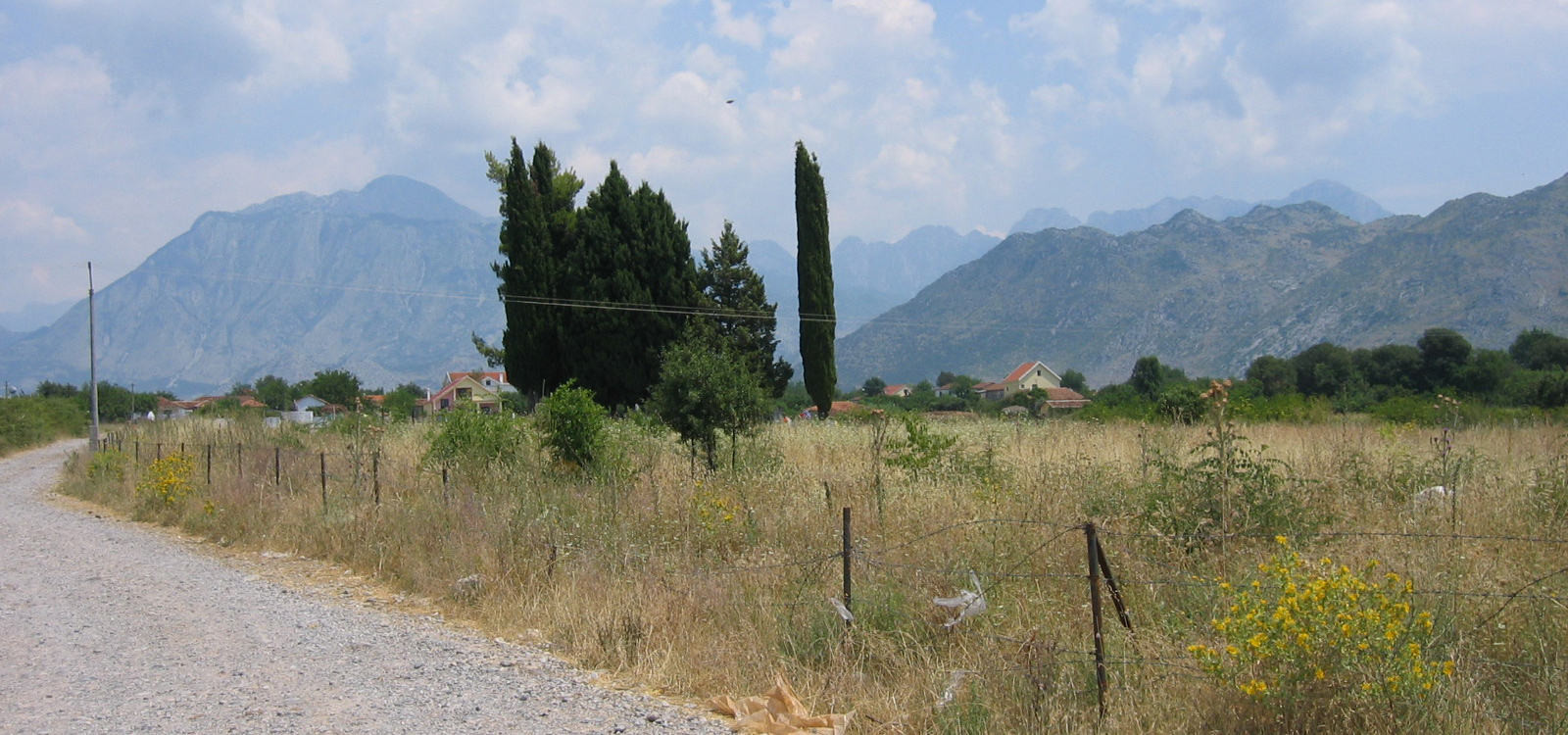
コプリク郊外

- Bashkia Koplik（コプリク）
- Komuna Gruemirë
- Komuna Kastrat
- Komuna Kelmend
- Komuna Qendër
- Komuna Shkrel